# Эверс, Франц
Франц Эверс (нем. Franz Evers; 10 июля 1871, Винзен, королевство Ганновер — 14 сентября 1947, Нимберг, ныне в составе города Ландсберг) — немецкий поэт.

## Биография
С отроческих лет работал в книжном магазине. В 1889 году начал выпускать в Госларе ежемесячный журнал молодых поэтов «Литературные листки» (нем. Litterarische Blätter), просуществовавший два года и полемически направленный против натурализма и социального направления в поэзии. В 1892 г. издал сборник пяти молодых поэтов «Симфония» (нем. Symphonie). В следующем году выпустил первую книгу своих стихов «Устои» (нем. Fundamente). Круг Эверса составляли Карл Буссе, братья Карл и Юлиус Ванзеловы, Виктор Хардунг и Георг Эдвард; последний, пережив всех остальных, вспоминал в дальнейшем:
Неудивительно, что на нас обрушилась критика. В Berliner Tageblatt появился обзор, который насмехался над нами с первой до последней строчки. <…> Между прочим, эта книга была, конечно, не хуже, чем «Антология на 1782 год» Шиллера.
Оригинальный текст (нем.)Es war kein Wunder, daß die Kritik über uns herfiel. Im "Berliner Tageblatt" erschien eine Besprechung, die sich von der ersten bis zur letzten Zeile lustig über uns machte. <...> Übrigens war es sicherlich nicht schlechter als Schillers “Anthologie auf das Jahr 1782.”
Вошёл в Берлине в компанию литераторов, сложившуюся вокруг Августа Стриндберга и собиравшуюся в артистическом кафе «У чёрного поросёнка». Благодаря знакомству с одним из лидеров теософского движения Вильгельмом Гюббе-Шлейденом начал работать в теософском журнале Sphinx, после чего в 1893—1894 гг. в этом издании были опубликованы несколько стихотворений самого Эверса и его молодых друзей. В 1895—1901 гг. напечатал ещё шесть сборников стихотворений. Переводил с французского языка стихи Поля Верлена, дружил с художником Фидусом, проиллюстрировавшим две его книги. После 1901 года начал отходить от литературы, в 1911 г. выпустил последний сборник стихов «Лунатизм любви» (нем. Nachtwandel der Liebe) и том избранных стихотворений.
Цикл Эверса «Песни жатвы» (нем. Erntelieder) положили на музыку Конрад Анзорге и Макс фон Шиллингс, некоторые другие стихотворения — Макс Регер, Феликс Вайнгартнер, Александр Цемлинский, Александр фон Филиц.

## Эверс и Россия
Стихами Эверса в 1894 году был чрезвычайно увлечён Валерий Брюсов, писавший Владимиру Станюковичу:
В Германии появился удивительный поэт Франц Эверс. Человек еще очень молодой — 23 лет, — появившись в печати впервые в 91 году, он уже написал книг 10! Все эти книги (некоторые до 300 страниц in quarto) полны шедеврами. Это гений, которого уже давно не видал мир! Его лирика выше, лучше и Шиллера, и Гёте, и Гейне, и Ленау, его драма — если и ниже Шекспира, выше Альфиери и Шиллера.
Брюсов воспринимал Эверса как главу немецких символистов и работал над неосуществившимся изданием сборника его русских переводов. Из переводов Брюсова из Эверса при жизни переводчика было напечатано только стихотворение «Я дышу твоей душой…» в одесской газете «Южное обозрение» (1899, 21 мая, № 815), ещё несколько опубликовал С. И. Гиндин в сборнике «Зарубежная поэзия в переводах Валерия Брюсова» (1994).
Стихи Эверса также переводил на русский язык Виктор Гофман.